# Lorenzo Fortunato
Lorenzo Fortunato (* 9. května 1996) je italský profesionální silniční cyklista jezdící za UCI WorldTeam Astana Qazaqstan Team.

## Kariéra
Fortunato získal své první profesionální vítězství na Giru d'Italia 2021, což byla také jeho první kariérní etapové vítězství na Grand Tours. Ve 14. etapě se dostal do úniku a 2,3 km od cíle ve stoupání na Monte Zoncolan odpáral Jana Tratnika. Do cíle se dostal 26 sekund před Tratnikem a 59 sekund před třetím Alessandrem Covim.

## Hlavní výsledky
2013
vítěz Trofeo Guido Dorigo
2. místo Gran Premio Sportivi di Sovilla
Mistrovství Evropy
5. místo silniční závod juniorů
Giro di Basilicata
8. místo celkově
2014
GP Général Patton
3. místo celkově
 vítěz bodovací soutěže
2017
10. místo Trofeo Piva
2018
Giro della Valle d'Aosta
6. místo celkově
6. místo Gran Premio Sportivi di Poggiana
8. místo Coppa della Pace
9. místo GP Capodarco
2019
Tour of Albania
4. místo celkově
Tour of Almaty
6. místo celkově
2020
Tour de Langkawi
8. místo celkově
2021
Adriatica Ionica Race
 celkový vítěz
 vítěz vrchařské soutěže
vítěz 2. etapy
Giro d'Italia
vítěz 14. etapy
Giro di Sicilia
8. místo celkově
2022
Okolo Slovenska
 vítěz vrchařské soutěže
Vuelta a Asturias
2. místo celkově
6. místo Giro dell'Emilia
Adriatica Ionica Race
7. místo celkově
2023
Vuelta a Asturias
 celkový vítěz
vítěz 2. etapy
Tour of the Alps
5. místo celkově
Kolem Slovinska
6. místo celkově

### Výsledky na Grand Tours
| Grand Tour      | 2021 | 2022 | 2023 | 2024 |
| --------------- | ---- | ---- | ---- | ---- |
| Giro d'Italia   | 16   | 15   | 21   | 12   |
| Tour de France  | —    | —    | —    |      |
| Vuelta a España | —    | —    | —    |      |

| —   | Nezúčastnil se |
| DNF | Nedokončil     |